# Kursawka
Kursawka (russisch Курса́вка) ist ein Dorf (selo) in der Region Stawropol in Russland mit 11.830 Einwohnern (Stand 14. Oktober 2010).

## Geographie
Der Ort liegt am Nordrand des Großen Kaukasus, im südlichen Teil des Stawropoler Höhenzuges, etwa 75 km Luftlinie südöstlich des Regionsverwaltungszentrums Stawropol und etwa auf halbem Weg zwischen den Städten Newinnomyssk und Mineralnyje Wody. Er befindet sich am dort nur zeitweise Wasser führenden Oberlauf des linken Kuma-Nebenflusses Surkul sowie der von rechts einmündenden Kurschawka. Einige Kilometer westlich verläuft der Große Stawropoler Bewässerungskanal.
Kursawka ist Verwaltungszentrum des Rajons Andropowski sowie Sitz der Landgemeinde (selskoje posselenije) Kursawski selsowet, zu der außerdem das fast unmittelbar nordwestlich anschließende Dorf Surkul gehört.

## Geschichte
Das Dorf geht auf die Siedlung Kursawski zurück, die um die gleichnamige Bahnstation an der Strecke Rostow am Don – Wladikawkas nach deren Eröffnung 1875 entstand.
In den 1920er-Jahren entwickelte sich der Ort zu einem bedeutenden Landwirtschaftszentrum des Gebietes und wurde im Februar 1924 Verwaltungssitz des nach im benannten Kursawski rajon. Vor den 1950er-Jahren wurde die heutige Ortsnamensform aktuell. Im Zweiten Weltkrieg war Kursawka von August 1942 bis Mitte 1943 von der deutschen Wehrmacht okkupiert.
Nach einer zwischenzeitlichen Auflösung von 1963 bis 1970 erhielt der Rajon 1984 seinen heutigen Namen nach den im gleichen Jahr verstorbenen Politiker Juri Andropow, der in der 20 km von Kursawka entfernten Staniza Nagutskaja (heute Dorf Soluno-Dmitijewskoje) geboren wurde.

### Bevölkerungsentwicklung
| Jahr | Einwohner |
| ---- | --------- |
| 1909 | 335       |
| 1939 | 3.990     |
| 1959 | 4.396     |
| 1979 | 7.724     |
| 1989 | 9.625     |
| 2002 | 10.848    |
| 2010 | 11.830    |

Anmerkung: ab 1939 Volkszählungsdaten

## Verkehr
In Kursawka befindet sich bei Kilometer 1781 (ab Moskau) die gleichnamige Bahnstation an der auf diesem Abschnitt seit 1963 elektrifizierten Eisenbahnstrecke Rostow am Don – Wladikawkas/– Machatschkala – Baku. Nördlich des Ortes führt die föderale Fernstraße R217 Kawkas (ehemals M29) vorbei, die entlang dem nordöstlichen Rand des Kaukasus ebenfalls zur aserbaidschanischen Grenze führt.